# Milà-Sanremo 1915
La Milà-Sanremo 1915 fou la 9a edició de la Milà-Sanremo. La cursa es disputà el 28 de març de 1915, sent el vencedor final l'italià Ezio Corlaita.
Costante Girardengo fou el primer a creuar la línia d'arribada però fou desqualificat per haver agafat un recorregut incorrecte.
48 ciclistes hi van prendre part, acabant la cursa 20 d'ells, tots ells italians.

## Classificació final
|    | Ciclista            | Equip   | Temps       |
| -- | ------------------- | ------- | ----------- |
| 1  | Ezio Corlaita       | Dei     | 10h 36' 03" |
| 2  | Luigi Lucotti       | Bianchi | + 1' 07"    |
| 3  | Angelo Gremo        | Bianchi | + 6' 57"    |
| 4  | Carlo Galetti       | Dei     | + 7' 07"    |
| 5  | Giuseppe Azzini     | Bianchi | + 8' 27"    |
| 6  | Giovanni Cervi      | Ganna   | + 17' 04"   |
| 7  | Giovanni Rossignoli | -       | + 25' 37"   |
| 8  | Lauro Bordin        | Dei     | m. t.       |
| 9  | Ottavio Pratesi     | -       | m. t.       |
| 10 | Alfonso Calzolari   | Stucchi | m. t.       |